# Амиров, Марс Гизитдинович
Марс Гизитдинович Ами́ров (1 августа 1930, Белебей, Башкирская АССР — 12 сентября 1992, Белебей, Башкортостан) — советский, позднее российский государственный деятель, хозяйственный деятель, учёный.
В 1967—1992 годах — директор Белебеевского завода нормалей и метизов («Автонормаль»). Кандидат технических наук (1983), депутат Верховного Совета БАССР девятого созыва и РСФСР десятого и одиннадцатого созывов. Входил в Комитет народного контроля Башкирской АССР (1985)
Имеет 12 авторских свидетельств на изобретения. Автор свыше 40 печатных работ.

## Биография

### Детство
Родился Марс Гизитдинович Амиров 1 августа 1930 года в городе Белебее в семье партийно-хозяйственного работника республиканского масштаба Гизитдина Шарафутдиновича Амирова и учительницы Мушарафы Гареевны. Оба они отличались недюжинным умом, преданностью своему делу и творческим к нему отношением, инициативностью, совестливостью. Удивительно ли поэтому, что в такой семье вырос сын, перенявший лучшие черты характера родителей."

### Образование
Уфимский авиационный институт (1956), инженер-механик.
Аспирантура. Кандидат технических наук (1983).

### Карьера
«Трудовую деятельность М. Г. Амиров начал очень рано: еще в старших классах школы работал старшим пионервожатым, каждое лето — воспитателем в пионерском лагере. В 20-летнем возрасте Марс Гизитдинович поступил на работу в Уфимское моторостроительное производственное объединение, где трудился механиком установки, инженером, ведущим конструктором, начальником цеха, заместителем секретаря партийного комитета объединения, то есть прошел многие этапы производства и поднялся на довольно большую высоту в партийной работе.»
В 1956—1967 годах — на УМПО: инженер, начальник цеха, заместитель секретаря парткома; в 1967—1992 гг. — директор Белебеевского завода нормалей и метизов («Автонормаль»).
Участник разработки и внедрения технологии по обработке металлов холодной высадкой. По его инициативе при заводе был открыт филиал кафедры обработки металлов давлением от УАИ; Белебеевский машиностроительный техникум, ПТУ машиностроителей.

## Память
- Именем Амирова названа улица в Белебее.
- На здании Дворца культуры г. Белебея установлена мемориальная доска[6].
- Турнир по боксу класса «Б» памяти М. Г. Амирова[7][8][9]

## Награды
- Кавалер орденов Трудового Красного Знамени (1971, 1981), ордена Октябрьской Революции (1973), «Знак Почёта» (1963).
- На Выставке достижений народного хозяйства — бронзовая (1975) и серебряные медали (1980, 1984).
- Почетная грамота Президиума Верховного Совета Башкирской АССР.
- Звание «Заслуженный машиностроитель Башкирской АССР» (1983).
- Почётный гражданин города Белебея (1996).
- 13 октября 1988 года М. Г. Амиров был принят в члены Клуба директоров Страны.